# Milena Bertolini
Milena Bertolini (* 24. Juni 1966 in Correggio) ist eine ehemalige italienische Fußballspielerin und heutige -trainerin. Von 2017 bis 2023 trainierte sie die Italienische Fußballnationalmannschaft der Frauen.

## Karriere

### Spielerin
Milena Bertolini begann ihre Jugendkarriere bei US Correggese, ehe sie ab 1984 für ASD Reggiana spielte. In der Saison 1985/86 gewann die Mannschaft die Meisterschaft in der Serie B und stieg dadurch in die Serie A auf. Nach Zwischenstationen bei Euromobil Modena und ACF Prato kehrte sie 1990 wieder zu Reggiana zurück und gewann mit dem Verein die Meisterschaft in der Serie A. Später spielte sie für die ASD Sassari Torres, die ASD Bologna, Aircargo Agliana und die ASD Fiammamonza. 1996 wechselte sie zu Modena Femminile und gewann mit der Mannschaft in ihren zwei Saisons bei dem Verein jeweils die Meisterschaft. 1997 gewann die Mannschaft darüber hinaus auch die Supercoppa Italiana. Im Jahr 1998 wechselte sie zu Pisa SCF, ehe sie bis zum Ende ihrer aktiven Karriere 2001 für Foroni Verona FC spielte.
2018 wurde sie als Fußballspielerin in die Hall of Fame des Italienischen Fußballs aufgenommen.

### Trainerin
Nach dem Ende ihrer Karriere als Spielerin wurde Bertolini 2001 Co-Trainerin bei Foroni Verona und gewann mit der Mannschaft in der Saison 2001/02 die Coppa Italia. Für die folgende Saison wurde sie zur Cheftrainerin befördert und gewann mit dem Verein die Meisterschaft sowie die Supercoppa Italiana. 2004 kehrte sie zu ASD Reggiana zurück und gewann in der Saison 2009/10 mit dem Team die Coppa Italia. Ab 2012 war sie dann Trainerin bei ACF Brescia. Während ihrer Tätigkeit für Brescia gewann der Verein zweimal die Meisterschaft (2013/14 und 2015/16), zweimal die Coppa Italia (2014/15 und 2015/16) und dreimal die Supercoppa Italiana (2014, 2015 und 2016). Darüber hinaus erhielt Bertolini mehrfach die Auszeichnung Panchina d’Oro als beste Trainerin der Saison.
Am Ende der Saison 2010/11 erlangte sie die UEFA-Pro-Trainerlizenz, mit der sie auch hochklassige Herrenmannschaften trainieren darf. Im August 2017 wurde sie Cheftrainerin der italienischen Frauen-Nationalmannschaft. Bei der Qualifikation zur Fußball-Weltmeisterschaft 2019 verlor die Mannschaft nur ein Spiel und qualifizierte sich somit als Gruppenerster für die Weltmeisterschaft 2019. Für Italien stellte dies die insgesamt dritte Qualifikation für die Weltmeisterschaft dar, wobei die letzte bereits 20 Jahre zurücklag. Bei der Weltmeisterschaft schied Italien schließlich im Viertelfinale aus. Mit der Nationalmannschaft belegte Bertolini den zweiten Platz beim Zypern-Cup 2018 und 2019 und beim Algarve-Cup 2022. Bei der Fußball-Europameisterschaft der Frauen 2022 schied Italien bereits in der Gruppenphase als Letztplatzierter der Gruppe D aus. Für die Fußball-Weltmeisterschaft der Frauen 2023 konnte sich Italien ebenfalls qualifizieren, wobei die Mannschaft in der Qualifikation nur ein Spiel verlor. In der Endrunde schied das Team jedoch erneut bereits nach der Vorrunde aus; Bertolini verkündete daraufhin ihren Rücktritt.

## Erfolge

### Spielerin
Reggiana
- Serie A: 1990/91[2]
- Coppa Italia: 1988/89[2]
- Serie B: 1985/86[2]

Modena
- Serie A: 1996/97, 1997/98[2]
- Supercoppa Italiana: 1997[2]

Individuell
- Hall of Fame des Italienischen Fußballs: Italienische Fußballspielerin 2018[3]

### Trainerin
Foroni Verona
- Serie A: 2002/03[5]
- Supercoppa Italiana: 2002[4]

Reggiana
- Coppa Italia: 2009/10[6]

Brescia
- Serie A: 2013/14, 2015/16[5]
- Coppa Italia: 2014/15,[10] 2015/16[11]
- Supercoppa Italiana: 2014,[12] 2015,[13] 2016[14]

Individuell
- Panchina d’Oro: 2013/14, 2014/15, 2015/16[5]